# Nodulisporium corticioides
Nodulisporium corticioides är en svampart som först beskrevs av Ferraris & Sacc., och fick sitt nu gällande namn av S. Hughes 1958. Nodulisporium corticioides ingår i släktet Nodulisporium och familjen kolkärnsvampar.   Inga underarter finns listade i Catalogue of Life.